# Maksimir
Maksimir je tradicionalni dio grada i gradska četvrt Grada Zagreba u kojoj se nalaze istoimena park-šuma po kojoj je četvrt dobila ime, i Stadion Maksimir (poznat po nastupima GNK Dinamo). 
Poznatiji dijelovi gradske četvrti su: Maksimir, Laščina, Rebar, Ravnice, Bukovac i Remete u kojem se nalazi crkva uznesenja Blažene Djevice Marije sa samostanom što su ga izgradili pavlini, a danas u njemu žive karmelićani. U crkvi se nalazi čudesni kip Majke Božje Remetske, te su zbog toga Remete jedne od najznačajnih Marijanskih svetišta u Hrvatskoj. 
U Maksimiru živi preko 48 902 stanovnika (2011.), teritorijalno je podijeljen u 11 mjesnih samouprava.
Općina Maksimir (prije 31. prosinca 1990.) obuhvaćala je područje omeđeno granicom koja teče od Maksimirske ceste u pravcu sjevera potokom Štefanovcem do Miroševečine i dalje starom granicom prema općini Dubrava; zatim zapadnom stranom granice poduzeća »Autodubrava« u pravcu juga do željezničke pruge, željezničkom prugom do Ulice Divka Budaka, te sredinom između tramvajskih pruga Ulice Divka Budaka, pa Kennedyjevim trgom i Zvonimirovom ulicom do Heinzelove ulice i dalje granicom općine Medveščak.
U Maksimiru je podno Mogile 20. listopada 1991. svoju prvu smotru održala Satnija hrvatskih umjetnika.

## Vijeće gradske četvrti Maksimir
- predsjednik: nije izabran
- potpredsjednik: nije izabran

Vijeće gradske četvrti Maksimir ima 15 zastupnika.
| lista | lista                                                                  | nositelj liste   | glasovi | postotak | mandati |
| ----- | ---------------------------------------------------------------------- | ---------------- | ------- | -------- | ------- |
|       | Možemo! – SDP                                                          | Svibor Jančić    | 8050    | 43,84 %  | 7 / 15  |
|       | HDZ – Domovinski pokret – HSU – HSS                                    | Stanko Gačić     | 3028    | 16,49 %  | 3 / 15  |
|       | NL Marija Selak Raspudić                                               | Andrija Ćurković | 2342    | 12,75 %  | 2 / 15  |
|       | Jedino Hrvatska! – Domino – Hrvatski suverenisti – Blok za Hrvatsku    | Vlado Marić      | 1281    | 6,97 %   | 1 / 15  |
|       | NL Pavle Kalinić – Stranka umirovljenika – Umirovljenici zajedno – ZDS | Pavle Kalinić    | 1159    | 6,31 %   | 1 / 15  |
|       | Zagreb United                                                          | Dina Dogan       | 1140    | 6,20 %   | 1 / 15  |
|       | DO i SIP – GLAS – ORaH – Reformisti                                    | Zlatko Pavičić   | 539     | 2,93 %   | 0 / 15  |
|       | Blok umirovljenici zajedno – Plavi grad                                | Željko Džapo     | 346     | 1,88 %   | 0 / 15  |
|       | Most – HSP                                                             | Iva Rem          | 341     | 1,85 %   | 0 / 15  |
|       | Hoćemo pravedno – Pokret za modernu Hrvatsku                           | Ivan Purgar      | 136     | 0,74 %   | 0 / 15  |

## Vanjske poveznice
- Službene stranice grada Zagreba
- Službena web stranica Gradske četvrti
- Maksimirske novosti  Arhivirana inačica izvorne stranice od 28. studenoga 2007. (Wayback Machine)
- Službene stranice parka Maksimir